# Androstenedione
L'Androstenedione (conosciuto anche come 4-Androstene-3,17-dione ed abbreviato in ASD) è un ormone steroideo a 19 atomi di carbonio prodotto dalle ghiandole surrenali e dalle gonadi come passo intermedio nella via biochimica che produce il testosterone androgeno (l'ormone sessuale maschile) e gli estrogeni estrone ed estradiolo (gli ormoni sessuali femminili). L'esatta funzione fisiologica dell'androstenedione non è ancora completamente nota.